# Universitatea Națională de Cercetare Agrară din Kazahstan
Universitatea Națională de Cercetare Agrară din Kazahstan (în kazahă Қазақ ұлттық аграрлық зерттеу университеті) este o universitate de top din Almatî, Kazahstan, care pregătește specialiști pentru agricultură.

## Istorie

### Institutul Zooveterinar Alma-Ata
În 1929 a fost fondat Institutul Veterinar pentru a pregăti medici veterinari, ingineri zootehniști cu un profil larg, cu specializare în astrahan, avicultură, creșterea cailor și alte specialități. Curând, instituția de învățământ a fost reorganizată în Institutul Veterinar-Zootehnic. În 1933, a fost redenumit Institutul Zooveterinar Alma-Ata (AZVI).
În timpul celui de-al Doilea Război Mondial, 206 studenți și angajați ai institutului s-au oferit voluntari pe front. Titlul de Erou al Uniunii Sovietice a fost acordat unuia dintre cei 28 de soldați ai Gărzii Panfilov, angajat al Institutului Alikbai Qosaev, și unui absolvent al Institutului, Erdenbek Nietqaliev.
În 1979, AZVI a fost distins cu Ordinul Steagul Roșu al Muncii. În anii 1981-1982, peste 5.000 de studenți studiau la institut, iar 314 cadre didactice lucrau aici, printre care 20 de profesori și doctori în științe, 170 de conferențiari și candidați în științe.

### Institutul Agricol Kazah

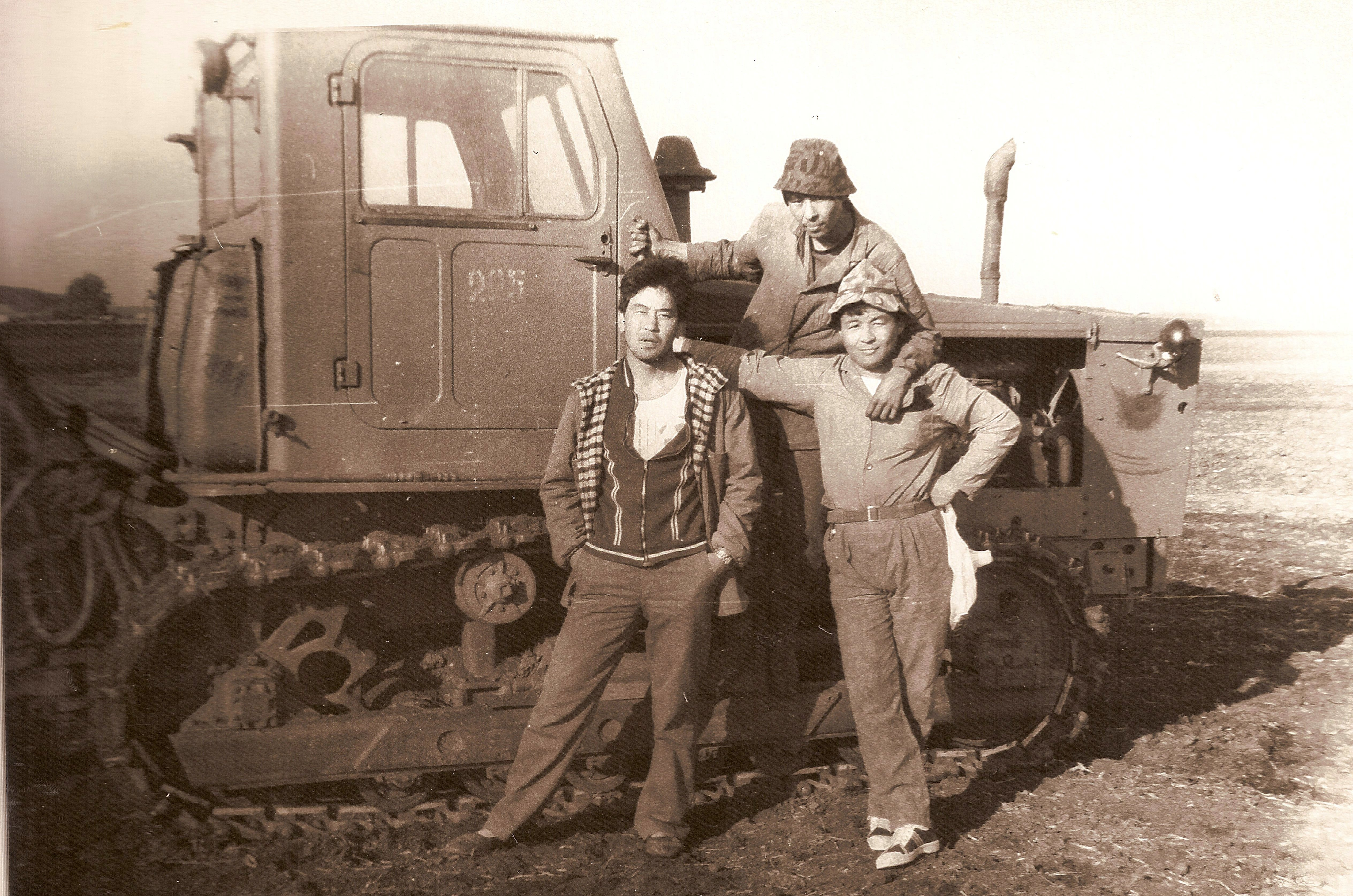
Studenți de la Institutul Agricol Kazah în sovhozul Novopokrovski, 1991.

În 1930 a fost fondat la Alma-Ata Institutul Agricol Kazah (KazAI). Inițial, institutul avea 2 facultăți (cereale și culturi industriale), 11 departamente, unde studiau 131 de studenți și lucrau 42 de cadre didactice. Prima promoție a fost în 1933, când 78 de persoane au absolvit învățământul superior (inclusiv 20 de kazahi), dintre care 51 erau agronomi și 27 pomicultori.
În timpul celui de-al Doilea Război Mondial, aproximativ 30 de profesori au plecat pe front. În acești ani, savanți evacuați la Alma-Ata au lucrat în cadrul institutului: A.I. Dușecikin, A.A. Vasilenko și alții. Din 1930 până în 1950, institutul a pregătit 17 promoții de specialiști: 1549 de persoane. Mulți dintre ei au devenit lideri de partid și de stat proeminenți, șefi de ferme. În 1950, șase facultăți au început să funcționeze în cadrul institutului și a fost introdusă o durată de studii de cinci ani. Până în 1970, 11.284 de studenți studiau la Institutul Agricol Kazah, dintre care 4.247 la secția de zi. Personalul didactic includea 511 persoane. Pregătirea personalului se realiza în 15 specialități. În 1971, Institutul Agricol Kazah a fost distins cu Ordinul Steagul Roșu al Muncii. Din 1985 până în 1995, institutul avea deja 12 facultăți.
În anii 1981-1982, peste 10.000 de studenți studiau la institut, iar 541 de cadre didactice lucrau aici, printre care 2 membri corespondenți ai Academiei de Științe a RSS Kazahă, un membru corespondent al VASKhNIL (Academia de Științe Agricole Lenin), 21 de profesori și doctori în științe, 222 de conferențiari și candidați în științe.

### Fuziune și prezent
În 1996, prin fuziunea Institutului Zooveterinar din Almatî și a Institutului Agricol Kazah, a fost creată Universitatea Agrară de Stat Kazahă (KazGAU), al cărei rector a fost numit academicianul Academiei Naționale de Științe a Republicii Kazahstan, Kenzhegali Sagadiyev.
În 2001, prin Decretul Președintelui Republicii Kazahstan, Nursultan Nazarbaev, universității i-a fost acordat statutul special de instituție națională de învățământ superior.

## Facultăți
- Facultatea de Agrobiologie și Fitopatologie
- Facultatea de Tehnologie și Bioresurse
- Facultatea de Medicină Veterinară
- Facultatea de Silvicultură, Resurse Funciare și Horticultură
- Facultatea de Inginerie Hidraulică, Ameliorări Funciare și Afaceri
- Facultatea de Inginerie

## Campus

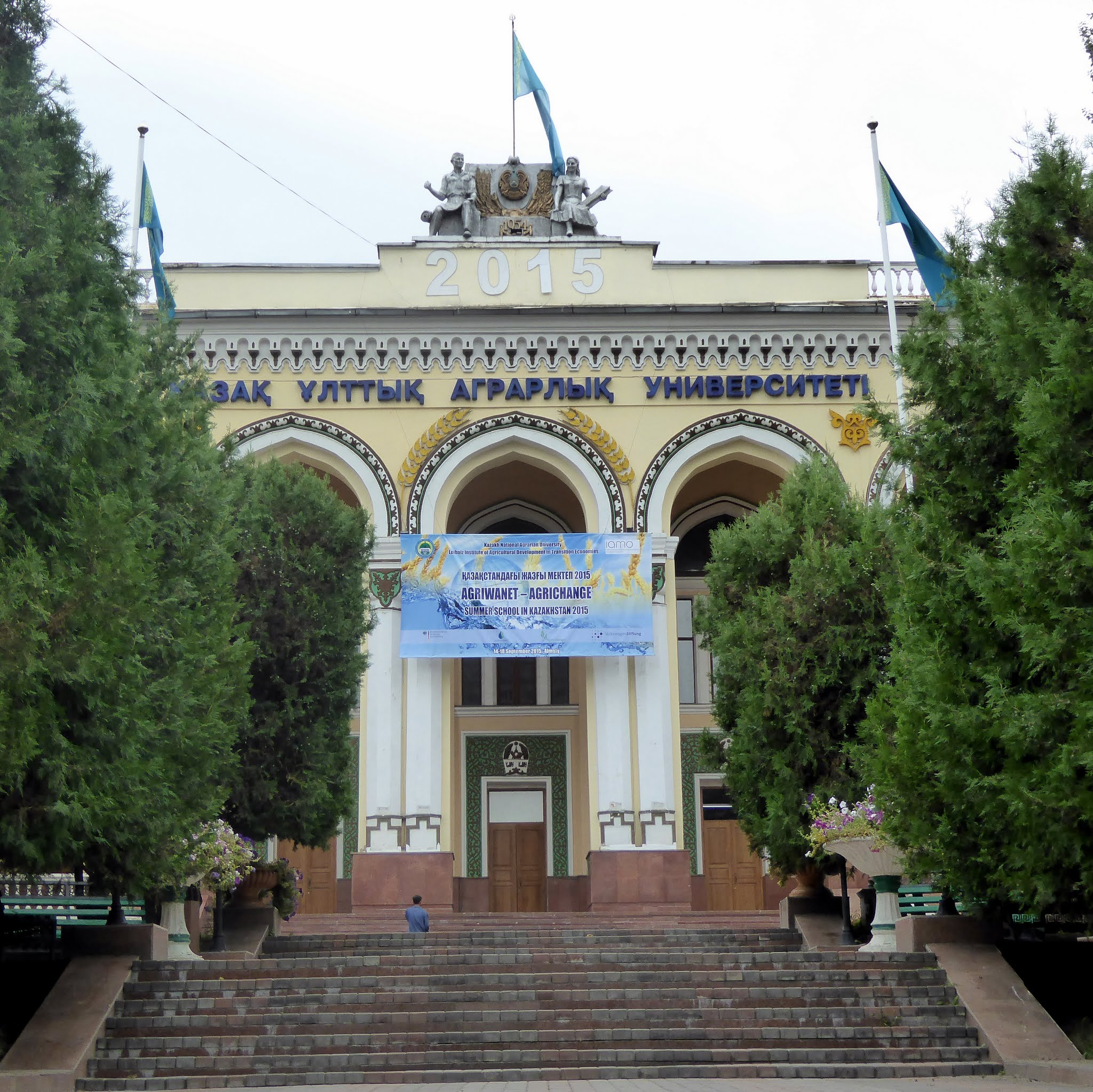
Clădirea campusului Institutului Agricol Kazah

Clădirea principală a universității a fost construită în două etape, în 1934 și 1954. În 1934, conform proiectului arhitectului N. Petrov, a fost construită aripa stângă, iar în 1954 au fost finalizate partea centrală și aripa dreaptă a clădirii conform proiectului lui V. Biriukov.[5] Din punct de vedere arhitectural, clădirea este formată din trei părți și a fost construită în stil clasic, cu elemente de decor național.
La începutul anilor 2000 a fost efectuată o restaurare la scară largă a clădirii principale a universității, menținându-se elementele principale ale designului fațadei.
Pe 10 noiembrie 2010 a fost aprobată o nouă Listă de Stat a Monumentelor Istorice și Culturale de Importanță Locală ale orașului Almatî, simultan cu care toate deciziile anterioare în această privință au fost declarate invalide. În această Rezoluție, statutul de monument local al clădirii principale a fost păstrat. Limitele zonelor protejate au fost aprobate în 2014.